# Alfred Eder
Alfred Eder (Piesendorf, 28 dicembre 1953) è un allenatore di biathlon ed ex sciatore nordico austriaco attivo sia nello sci di fondo sia nel biathlon, disciplina nella quale colse i maggiori successi.
È padre di Simon, a sua volta biatleta di alto livello.

## Biografia

### Carriera da atleta
Nel biathlon in carriera prese parte a sei edizioni dei Giochi olimpici invernali, Innsbruck 1976 (21° nell'individuale, 15° nella staffetta), Lake Placid 1980 (23° nella sprint, 24° nell'individuale, 6° nella staffetta), Sarajevo 1984 (22° nella sprint, 34° nell'individuale, 8° nella staffetta), Calgary 1988 (40° nella sprint, 26° nell'individuale, 4° nella staffetta), Albertville 1992 (53° nella sprint, 30° nell'individuale) e Lillehammer 1994 (10° nell'individuale), e a sette dei Campionati mondiali, vincendo due medaglie.

### Carriera da allenatore
Dopo il ritiro divenne allenatore di biathlon nei quadri della nazionale austriaca. In questa veste fu coinvolto nei comportamenti scorretti che portarono allo scandalo doping che travolse la squadra ai Giochi olimpici invernali di Torino 2006 (autoemotrasfusioni organizzate dall'allenatore Walter Mayer su vari biatleti e fondisti) e perciò nel 2007 ricevette una squalifica da parte della Federazione sciistica dell'Austria.

## Palmarès

### Biathlon

#### Mondiali
- 2 medaglie:
  - 2 bronzi (sprint[3] ad Anterselva 1983; individuale[3] a Falun/Oslo 1986)

#### Coppa del Mondo
- Miglior piazzamento in classifica generale: 4º nel 1985
- 9 podi (tutti individuali[4]), oltre a quelli conquistati in sede olimpica o iridata e validi ai fini della Coppa del Mondo:
  - 1 vittoria
  - 2 secondi posti
  - 6 terzi posti

##### Coppa del Mondo - vittorie
| Data            | Località   | Nazione | Spec. |
| --------------- | ---------- | ------- | ----- |
| 26 gennaio 1985 | Anterselva | Italia  | SP    |

Legenda:

SP = Sprint

#### Campionati austriaci
- 16 medaglie[5]:
  - 10 ori (20 km nel 1983; 10 km a inseguimento nel 1984; 20 km nel 1985; 10 km, 15 km individuale nel 1987; 20 km nel 1988; 10 km nel 1989; 10 km nel 1990; 20 km nel 1991; 20 km nel 1992)
  - 5 argenti (20 km nel 1989; 20 km nel 1990; 10 km nel 1992; 10 km nel 1994; 20 km nel 1995)

### Sci di fondo

#### Campionati austriaci
- 1 medaglia[5]:
  - 1 oro (15 km nel 1985)